# Аракарагай
Аракарагай (Аракарагайский сосновый бор, каз. Арақарағай) — лесной массив на территории Алтынсаринского района Костанайской области Казахстана. Находится в степной зоне с тёмно-каштановыми почвами. Протянулся с севера на юг на 40 км. Ширина около 20 км. Общая площадь 616 км², в том числе покрытая лесом — 271 км². Древесный состав: сосна, берёза, осина, шиповник, чёрный кизильник, спирея (таволга). Ведётся заготовка строительного леса. С 1 га получают 250—350 м² древесины. Посадку леса ведет коммунальное государственное учреждение «Аракарагайское учреждение лесного хозяйства».